# 青柳一郎 (国土交通官僚)
青柳 一郎（あおやぎ いちろう、1962年〈昭和37年〉8月2日 - ）は、日本の建設・国土交通官僚。

## 来歴
1962年（昭和37年）8月2日、神奈川県で出生。小中学生時代を横浜市で過ごし、東京学芸大学附属高等学校を経て、1986年（昭和61年）、東京大学法学部を卒業。同年、建設省へ入省。
入省後、国土交通省都市・地域整備局まちづくり推進課都市開発融資推進室長、中部地方整備局総務部長、内閣府政策統括官（防災担当）付参事官（総括担当）、国土交通省大臣官房総務課長、内閣府地方創生推進事務局審議官、内閣官房まち・ひと・しごと創生本部事務局次長などを歴任。
2018年（平成30年）7月31日、国土交通省大臣官房政策立案総括審議官に就任。
2019年（令和元年）7月9日、内閣府政策統括官（防災担当）に就任。内閣府で防災行政の実務を担った。
2021年（令和3年）7月1日、国土交通省国土政策局長に就任。就任後、国土形成計画の策定や、豪雪法と離島振興法の延長改正に向けた条件不利地域の振興を推進する考えを示した。2022年（令和4年）6月28日、辞職。

## 事績

### 国土形成計画の策定
国土政策局長就任後、青柳は2021年6月に取りまとめられた「国土の長期展望」を踏まえ、「ローカル・グローバル・ネットワーク」の視点を取り入れたデジタルを活用した国土づくりを進めるとし、国土形成計画の策定の方向性を「大衆小説を表彰する直木賞」と表現した上でエビデンスに基づいた現状の把握及び将来設計、課題整理を行い、「中高生でも理解できる内容で、自治体や民間団体などステークホルダーに何度も見返してもらえるものとしたい」と政策展開を分かりやすくまとめる旨を述べた。
2021年7月2日、国土審議会において計画部会が設置され、同年9月28日に第1回会合が開催。同部会でテレワークの推進や手続き・業務のデジタル化、都市的機能の確保及び持続的提供・コンパクト化、ネットワークを活用した効率的な地域づくり、対面と遠隔を混合した医療や教育の提供、生活活動や移動・交通のシームレスな連携、イノベーションの創出・人材の確保、地域発のグローバル産業の育成、情報通信ネットワークの強化、ローカル・グローバルの充実、環境・防災・老朽化等への対応、人口減少に対応した国土の適正管理の推進、防災・減災、国土強靱化、エネルギーの地産地消などが政策の方向性として挙げられ、青柳は達成に向けた分かりやすい具体的目標及び実現の道筋を展開する姿勢を示した。